# Castel Casez
Castel Casez è un castello medievale che si trova nell'omonima frazione del comune di Sanzeno in provincia di Trento.

## Storia

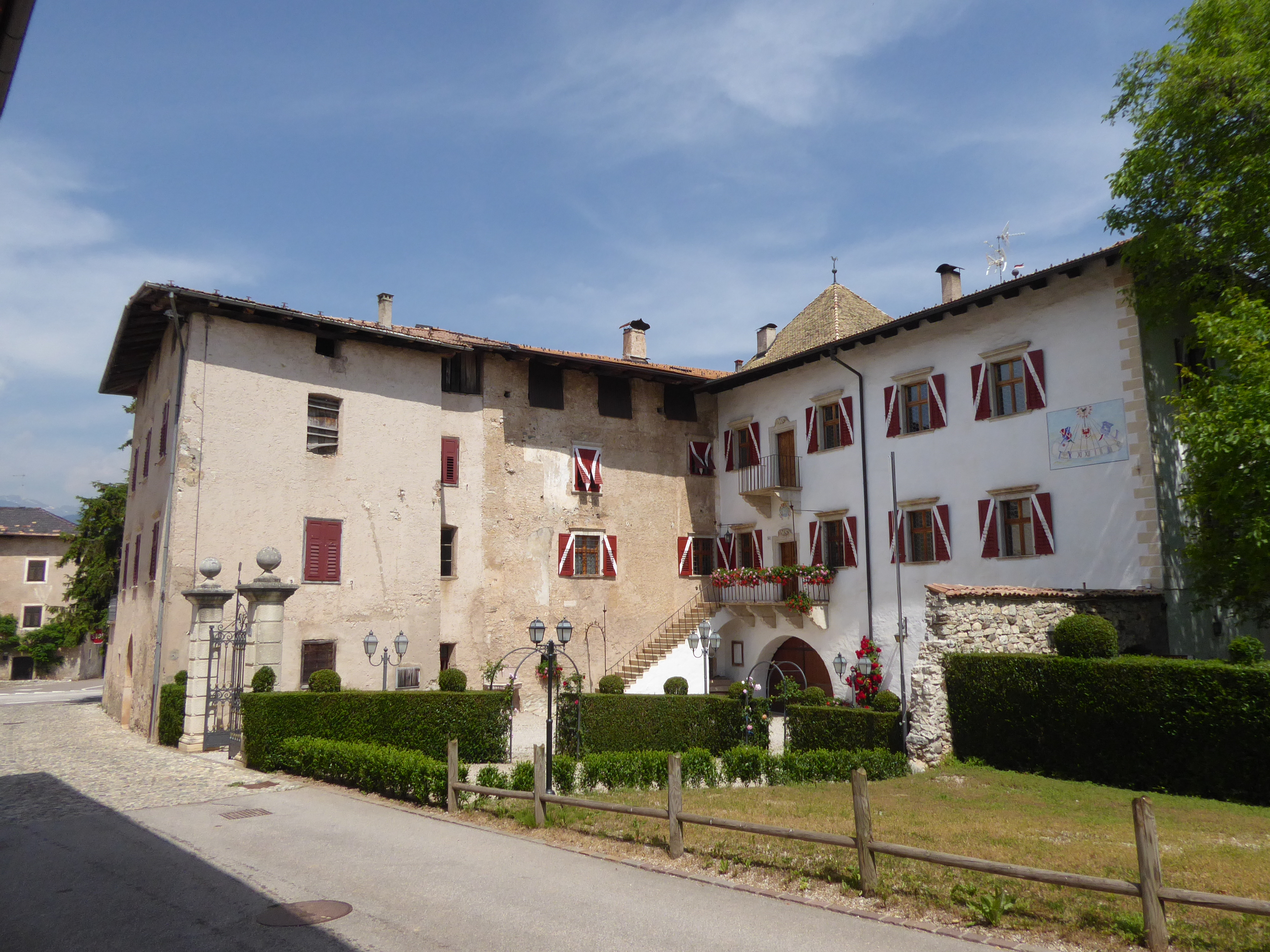
Vista del retro

Risale probabilmente al XIII secolo quando era composto solamente da una torre. Feudo inizialmente dei Bragherio o Bracherio di Coredo, passò in seguito ai de Concini.
Nell'Ottocento subì una pensante ristrutturazione che gli ha fatto perdere la sua originale struttura fortificata dandogli l'aspetto attuale.
Oggi Castel Casez è di proprietà privata e quindi non è visitabile.